# Georges Sébastian
Georges Sebastian, nom que adoptà György Sebestyén (Budapest, 1903 - La Hauteville, Yvelines, 1989), fou un director d'orquestra hongarès naturalitzat francès, especialista en el repertori postromàntic alemany.
Estudià amb Kodály i Bartók. El 1912 fou nomenat director de cor de l'Òpera de Múnic i, l'any següent i fins al 1923, director assistent de Bruno Walter de l'Orquestra Simfònica de Múnic. Posteriorment, dirigí, entre d'altres, l'Òpera de Berlín (1927-1930), l'Orquestra de la Ràdio de Moscou (1931-1937). Es traslladà als Estats Units on esdevé director de diverses orquestres (1938-1945), especialment la de Scranton, a Pensilvània (1940-1945). De retorn a Europa, s'establí a París, on fou titular de l'orquestra de l'Opéra des del 1947.
La temporada 1961-1962 va dirigir un cicle alemany al Liceu.